# 크라운 하이츠 어페어
크라운 하이츠 어페어(Crown Heights Affair)는 미국의 알앤비 / 펑크 / 디스코 그룹으로, 70년대 초반 뉴욕 브룩클린에서 결성되었다.

## 음악 활동

### 초기
크라운 하이츠 어페어는 1970년대 초, 베이스 연주자이자 후에 밴드의 매니저가 되는 도니 린튼에 의해 뉴욕에서 결성되었다. 결성 당시 밴드의 이름은 더 뉴 데이 익스프레스 (The Nue Day Express)였으나, 이후 브룩클린 중심부에 위치한 지역인 크라운 하이츠 (Crown Heights)의 이름을 따 현재 밴드의 이름인 크라운 하이츠 어페어로 바꾸었다. 처음 그룹은 뉴 데이 익스프레스의 멤버였던 도니 린튼, 필립 토마스, 윌리엄 엔더슨, 레이 락, 제임스 버나드, 스탠 존슨, 데릴 깁스, 줄리우스 딜리가드로 구성되었으며 이후 아놀드 "뮤키" 윌슨이 도니 린튼의 자리를 대신한다.
크라운 하이츠 어페어는 RCA 레코드와 계약하고, 1974년 자신들의 첫 앨범인 "Crown Heights Affair" (밴드이름과 동명)을 발매하였다. 밴드는 앨범의 타이틀 곡인 "Super Rod"와 "Leave The Kids Alone"을 통해 뉴욕에서 자신들의 이름을 알리는 데 성공한다.
데뷔 앨범의 발매 이후 밴드에서는 다수의 멤버교체가 이루어졌다. 색소폰의 데릴 깁스가 버트 리드로 교체되었고, 밴드의 보컬을 담당하던 줄리우스 딜리가드는 트롬본과 보컬을 맡게 된 레이몬드 리드로 교체되었다. 스탠 존슨과 제임스 베이너드 또한 각각 호위 영과 타이론 데몬스로 교체되었다.

### 전성기
밴드 멤버의 전면적인 교체 이후 크라운 하이츠 어페어는 소속사를 De-Lite 레코드로 옮겼으며, 1975년에 그들의 두 번째 앨범 "Dreaming A Dream"을 발매하였다. "Dreaming A Dream"은 프로듀서들 (작곡가인 Freida Nerangis, Britt Britton과 매니저인 Donny Linton, Thomas Nerangis)의 적극적인 지지 속에 탄생한 음반답게 앨범의 싱글인  "Dreaming A Dream", "Every Beat Of My Heart", "Foxy Lady" and "Dancin'"이 큰 인기를 얻었으며, 크라운 하이츠 어페어를 단숨에 당대 펑크 씬의 주류로 끌어 올렸다.
이후, 1978년에 발매된 밴드의 4번째 앨범 "Dream World"의 수록곡인 "Galaxy Of Love", "I'm Gonna Love You Forever''가 영국의 팝차트안에 드는 성과를 거두며 밴드는 미국이 아닌 영국에서도 자신들의 이름을 크게 알리게 된다. 한편 이 무렵 밴드를 잠시 떠나있던 제임스 베이너드가 타이론 데몬즈를 대신해 다시 밴드에 합류했으며, 1979년에 발매된 5집 앨범인  "Dance Lady Dance"부터는 스킵 보어들리(Skip Boardley)가 단독으로 메인보컬을 담당하던 필립토마스와 함께 보컬을 맡게되었다. 
1980년, 밴드는 새로운 프로듀서인 Bert DeCoteaux의 프로듀싱 능력과, 밴드 내 멤버들의 작곡능력이 점점 향상되어감에 따라 더욱 더 큰 인기를 얻게 되는데, 당시 그들이 발매한 싱글인 "You Gave Me Love"는 영국 차트 10위권에 드는 데 성공한다. 이는 밴드의 가장 높은 차트 성과였다. 

### 후기
밴드의 7번째 앨범인 "Think Positive"의 수록곡  "Somebody Tell Me What To Do"는 미국에서 히트한 그들의 마지막 곡으로 평가받는다.  이후 밴드의 정규음반 발매는 1983년 8번째 앨범인 "Struck Gold"가 마지막이였으나, 크라운 하이츠 어페어는 80년대 초의 성공 이후 약 10년간 많은 싱글을 내며 활발히 활동하였다. 또한, 밴드 멤버인 버트 리드와 레이몬드 리드 형제, 그리고 윌리엄 앤더슨, 레이 락 등은 밴드활동 외에도 프로듀서나 보컬로서의 역량을 발휘하여 많은 펑크 밴드들의 작곡이나, 프로듀싱을 담당하였고, Empress (가수 Gail Smith와 크라운 하이츠 어페어가 결성한 그룹), Rocket (레이 락이 주도하여 레이 리드를 메인 보컬로 내세운 프로젝트 그룹)과 같은 그룹을 만들어 활동하기도 했다.

## 근황[4]
2004년 12월 12일, 그룹에서 색소폰을 연주했던 버트 리드가 폐암으로 사망했다
2007년, 필립 토마스가 알앤비 그룹 더 플라밍고스 (The Flamingos)에 합류했다. 
2013년 5월 21일, 레이몬드 리드가 암으로 사망했다, 향년 60세. 
2013년 6월 22일, 밴드는 영국 런던에서 공연하기 위해 재결합하였다. 

## 발매 음반
| 년도 | 음반명               | US  | US R&B | UK |
| ---- | -------------------- | --- | ------ | -- |
| 1974 | Crown Heights Affair | -   | -      | -  |
| 1975 | Dreaming a Dream     | 121 | 28     | -  |
| 1976 | Foxy Lady            | -   | 59     | -  |
| 1977 | Do It Your Way       | -   | 41     | -  |
| 1978 | Dream World          | -   | 56     | 40 |
| 1979 | Dance Lady Dance     | -   | 40     | -  |
| 1980 | Sure Shot            | 148 | 50     | -  |
| 1982 | Think Positive!      | -   | -      | -  |
| 1983 | Struck Gold          | -   | -      | -  |

## 차트 진입곡
| 년도 | 곡명                          | US  | US R&B | US Dance | UK |
| ---- | ----------------------------- | --- | ------ | -------- | -- |
| 1974 | "Leave the Kids Alone"        | -   | 96     | -        | -  |
| 1975 | "Dreaming a Dream"            | 43  | 5      | 1        | -  |
| 1975 | "Every Beat of My Heart"      | 83  | 20     | 2        | -  |
| 1976 | "Foxy Lady"                   | 49  | 17     | -        | -  |
| 1977 | "Dancin'"                     | 42  | 16     | 6        | 51 |
| 1977 | "Do It the French Way"        | -   | 60     | -        | -  |
| 1978 | "Galaxy of Love"              | -   | -      | -        | 24 |
| 1978 | "Say a Prayer for Two"        | -   | 41     | -        | -  |
| 1978 | "I'm Gonna Love You Forever"  | -   | -      | -        | 47 |
| 1979 | "Dance Lady Dance"            | -   | 20     | -        | 24 |
| 1980 | "You Gave Me Love"            | 102 | 74     | 12       | 10 |
| 1980 | "Sure Shot"                   | -   | 72     | -        | -  |
| 1980 | "You've Been Gone"            | -   | -      | -        | 44 |
| 1982 | "Somebody Tell Me What to Do" | -   | 31     | -        | -  |
| 1983 | "Rock the World"              | -   | -      | -        | 76 |
| 1989 | "I'll Do Anything"            | -   | -      | 43       | 83 |